# 南方溝鰕虎
南方溝鰕虎（学名：Oxyurichthys visayanus），又名南方溝鰕虎魚、南方鴿鯊，为背眼鰕虎科溝鰕虎魚屬下的一个种。

## 扩展阅读
- 維基物種上的相關：南方溝鰕虎